# Andreas Erici Dryander
Andreas Erici Dryander, född i Gårdsby församling, Kronobergs län, död 1639 i Göteryds församling, Kronobergs län, var en svensk präst.

## Biografi
Andreas Dryander föddes i Ekesås i Gårdsby församling. Han var son till kyrkoherden Ericus Jonae Angermannus och Apollonia i Växjö. Dryander prästvigdes 14 augusti 1600. Han var krigspräst i 6 år under andra polska kriget. Dryander blev 1615 kyrkoherde i Göteryds församling. Han avled 1639 i Göteryds församling.

### Familj
Dryander gifte sig med Anna Andersdotter. Hon var dotter till kyrkoherden Andreas Nicolai i Agunnaryds församling. Dryander och Andersdotter fick tillsammans barnen kyrkoherden Erik Dryander i Hallaryds församling, kyrkoherden Johan Dryander i Södra Ljunga församling, kyrkoherden Andreas Dryander (född 1632) i Göteryds församling och Elisabet Dryandra som var gift med häradsskrivaren Johan Gisesson i Ljunggårdsköp.